# Chromodoris macfarlandi
Chromodoris macfarlandi is een zeenaaktslak die behoort tot de familie van de Chromodorididae. Deze slak leeft in de wateren nabij Californië en Mexico.
De slak is paars en geel gestreept, de rand is violet. Ze wordt, als ze volwassen is, zo'n 2,5 tot 3,5 cm lang.
De eerste beschrijving van deze slak werd gemaakt in het werk Pigments of nudibranchiate Mollusca (1901) van Theodore Dru Allison Cockerell. De slak werd er genoemd naar een zekere Frank MacFarland (vandaar de naam macferlandi).